# Hajji Muhammad Arif Zarif

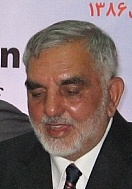
Arif Zarif 2007

Hajji Muhammad Arif Zarif (* 1942 in Shewaki, Provinz Uruzgan, Afghanistan; † 6. November 2007) war ein afghanischer Politiker und Unternehmer. Er war Vorsitzender des Wirtschaftsausschusses des afghanischen Parlaments, Präsident der Kommission zur Reform der Handelskammer Afghanistans und Eigentümer mehrerer Unternehmen. Arif Zarif kam bei einem Bombenanschlag in Baglan am 6. November 2007 ums Leben.